# Friedrich Ludwig Persius

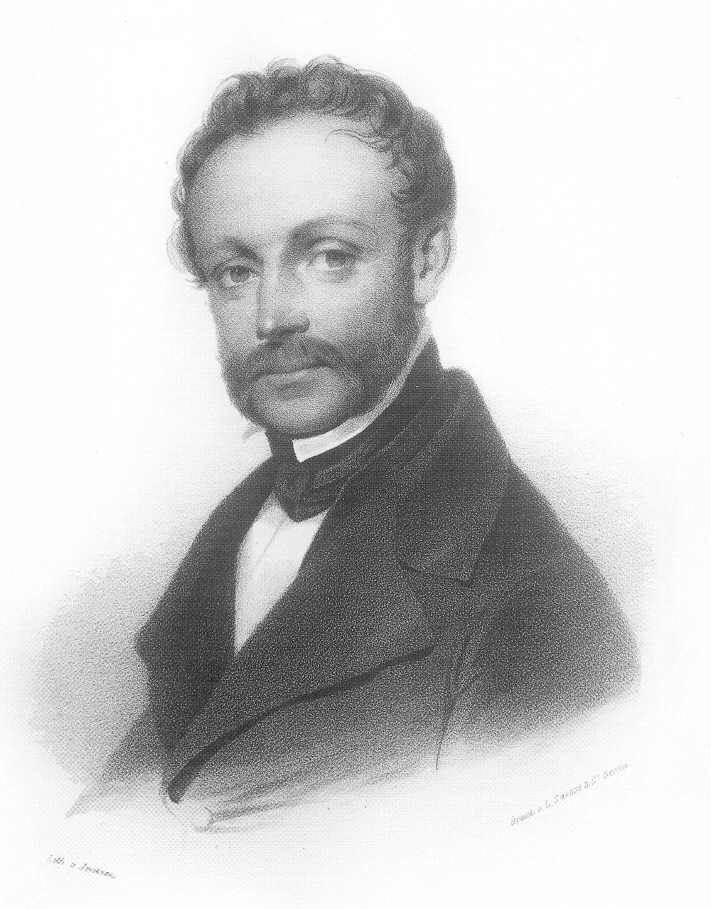
Ludwig Persius, en 1840, dibujo por Friedrich Jentzen.

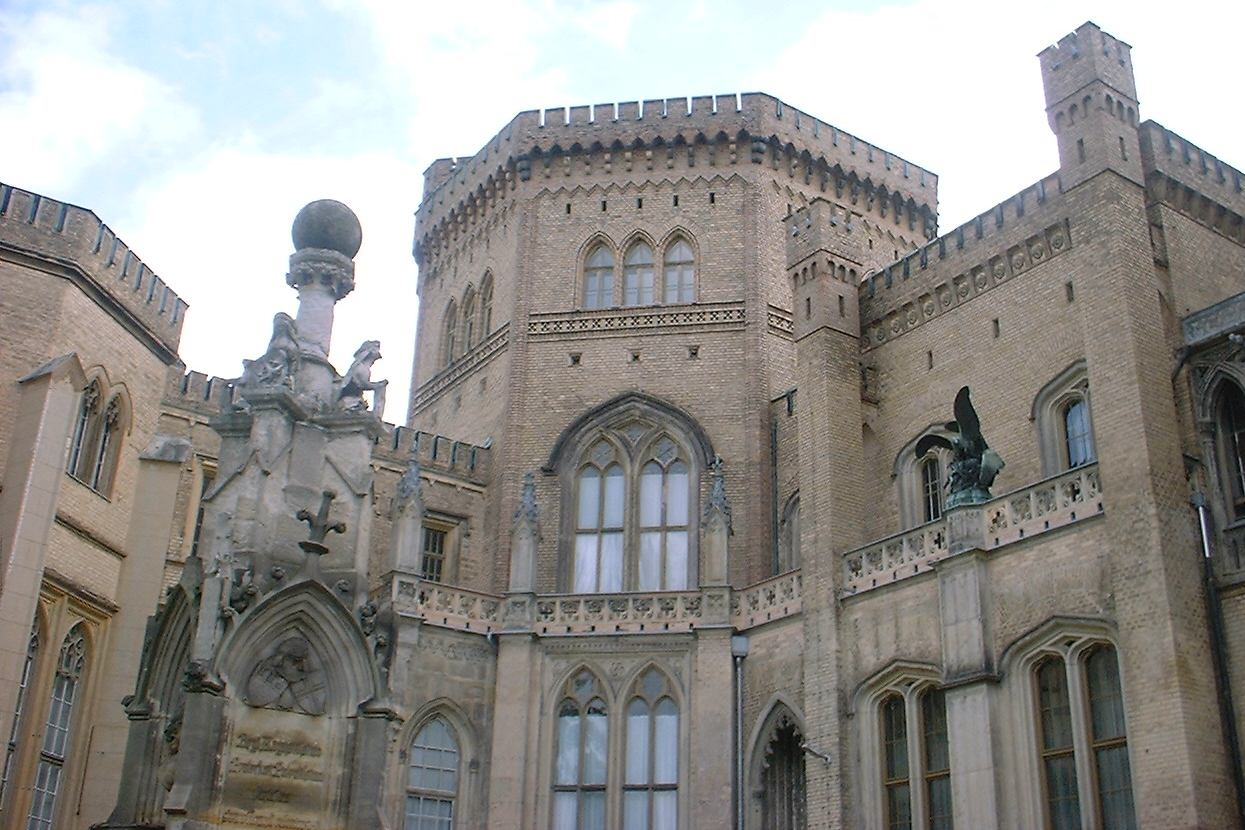
Castillo de Babelsberg en Potsdam-Babelsberg

Friedrich Ludwig Persius (15 de febrero de 1803, Potsdam - 12 de julio de 1845, Potsdam) fue un arquitecto prusiano y un discípulo de Karl Friedrich Schinkel.
Persius asistió a Schinkel, entre otros, en la construcción del palacio de Charlottenhof y los baños romanos en el parque de Sanssouci en Potsdam. También estuvo involucrado en la construcción de la Gran Fuente, la Iglesia de la Paz (Friedenskirche), y la Orangerie y la torre de observación en el Ruinenberg, opuesto al palacio de Sanssouci.

## Biografía
Persius nació en Potsdam, donde fue a una escuela pública y una escuela primaria. De 1817 a 1819 trabajó con el inspector de edificios Gotthil Hecker; se inscribió como carpintero. Desde 1819 estudió para convertirse en inspector en la Academia de Arquitectura en Berlín, y realizó su examen en marzo de 1821. Desde 1821 trabajó como planificador de construcción en Potsdam, a las órdenes, entre otros, de Karl Friedrich Schinkel durante la construcción del castillo y la iglesia en los terrenos del conde  Potocki en Cracovia. En 1824 se convirtió en miembro de la Asociación de Arquitectos. En Glienicke trabajó como arquitecto de éxito a las órdenes de Schinkel. En 1826 pasó su examen para ascender a maestro de obras en la Academia de Arquitectura de Berlín, y se convirtió en planificador de construcción en Charlottenhof.
En 1827 contrajo matrimonio con Pauline Sello (1808-1883), con quien tuvo seis hijos: Elisabeth (1829-80), Ludwig (1832-1902), Marie (1834-47), Reinhold (1835-1912), Conrad (1836-1903) y Felix (1842-1885).
En 1829 Persius se convirtió en inspector de edificios con el Gobierno Real en Potsdam. En 1833 completó su primer trabajo independiente, renovando los molinos artificiales (cerca de los baños romanos) en una casa residencial para Handmann, el jardinero. En 1834 se convirtió en Real Inspector de Construcción de la Corte.
En 1840 realizó una excursión a lo largo del Rin, que lo llevó entre otros lugares, a Heidelberg y Bacharach, así como al castillo de Stolzenfels y la fortaleza de Ehrenbreitstein. En 1841 viajó a París, y fue a visitar Múnich, Estrasburgo, Andernach, Remagen-Rolandseck, Bad Godesberg y Colonia. En 1842 realizó un nuevo viaje a Lehnin, Chorin, Halle y de allí a Erfurt.
En 1841 Federico Guillermo IV nombró a Persius como su arquitecto de corte. En 1843/44 trabajó para el Príncipe Hermann von Pückler-Muskau entre otros.
En 1843 realizó una nueva excursión al Rin, que incluyó Bingen, Bad Godesberg y Tréveris. En 1844 viajó a Bad Muskau y a los Países Bajos y en 1845 realizó un viaje a Italia vía Nimes, Marsella y Génova hasta Roma, Nápoles, Vicenza, Padua, Venecia y Verona.
En 1845 fue elegido como Arquitecto Jefe Consejero con efectos retroactivos desde el 12 de octubre de 1842. Murió el 12 de julio de 1845 y fue enterrado en Cementerio Bornstedt en Sello-Teil (cerca de Krongut Bornstedt).

## Obras

### En cooperación con Schinkel
- 1821, Castillo e iglesia en los terrenos del conde Potocki en Cracovia

### Obras conservadas

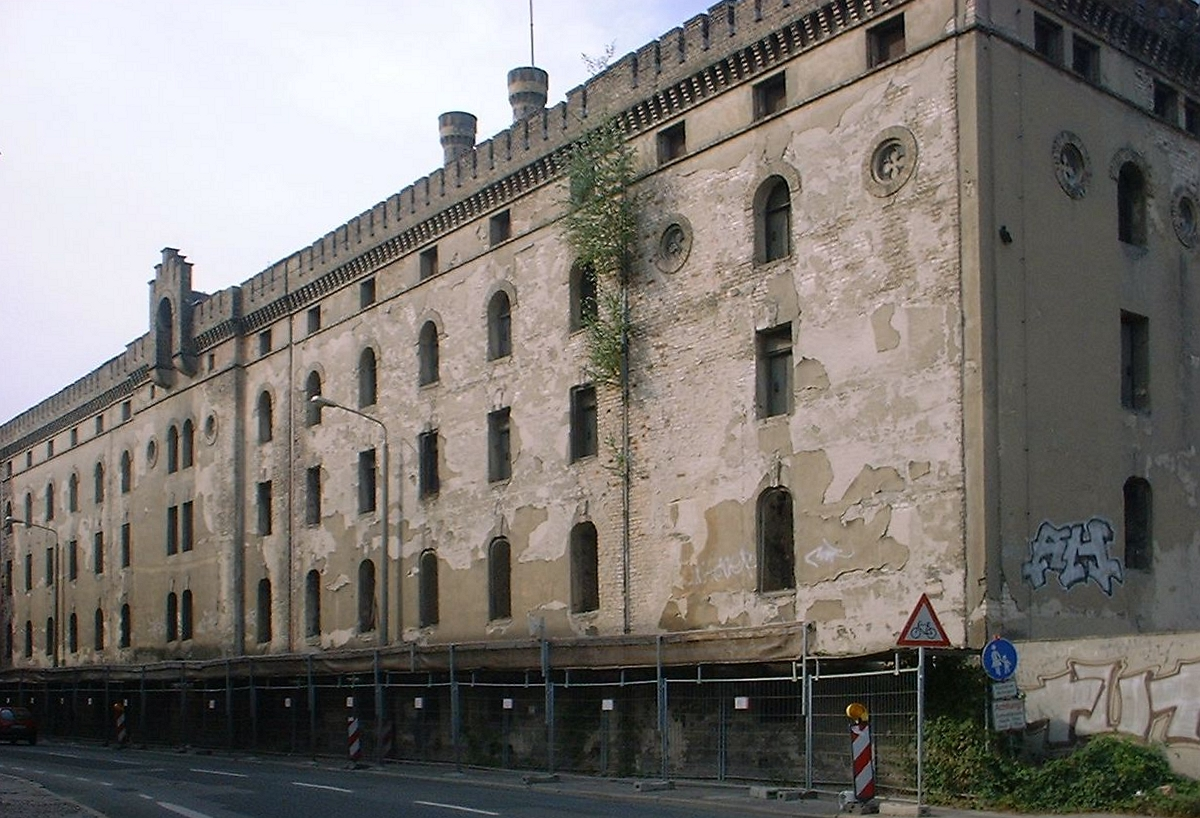
Körnermagazin en Potsdam.

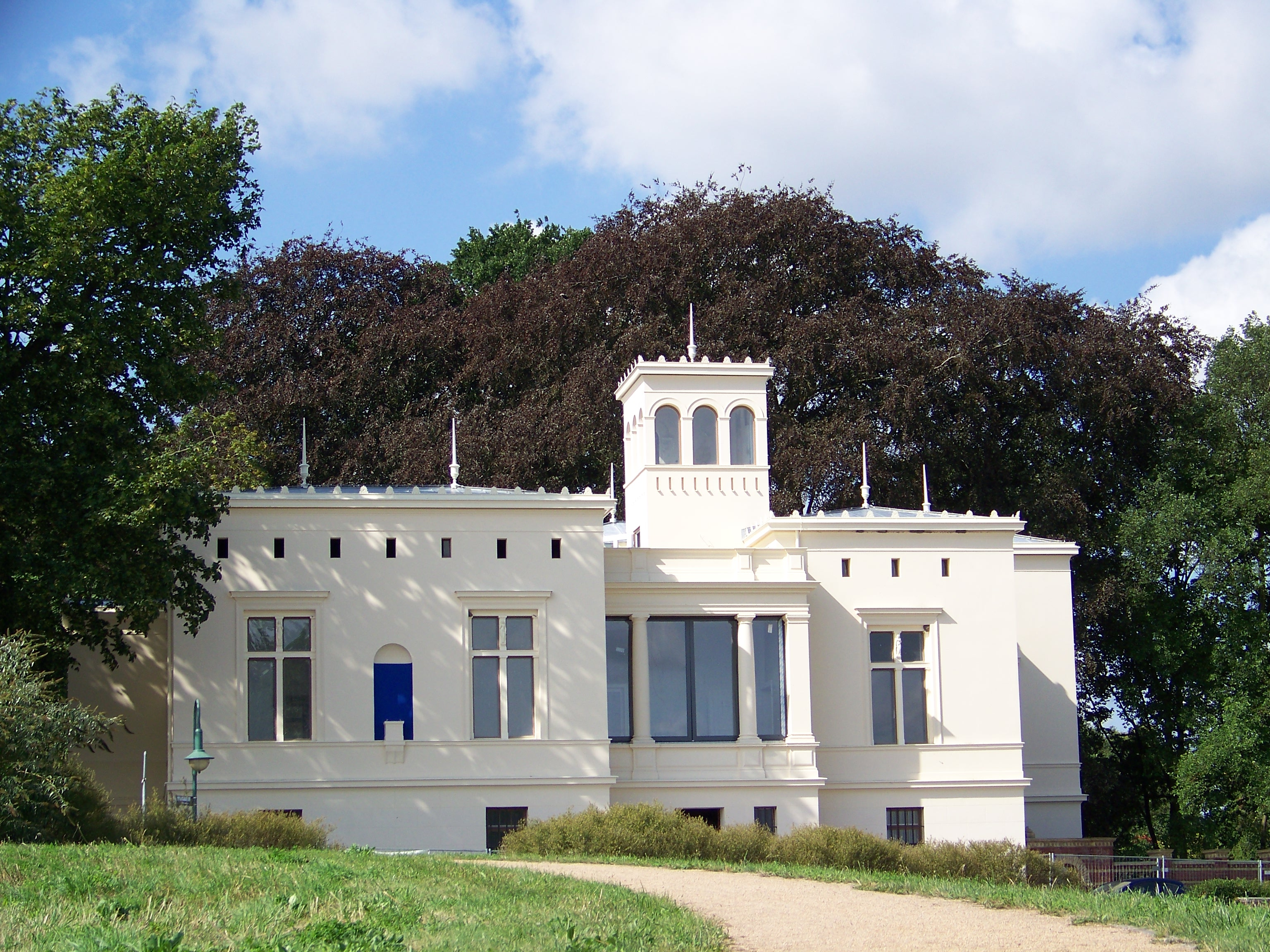
Villa Schöningen.

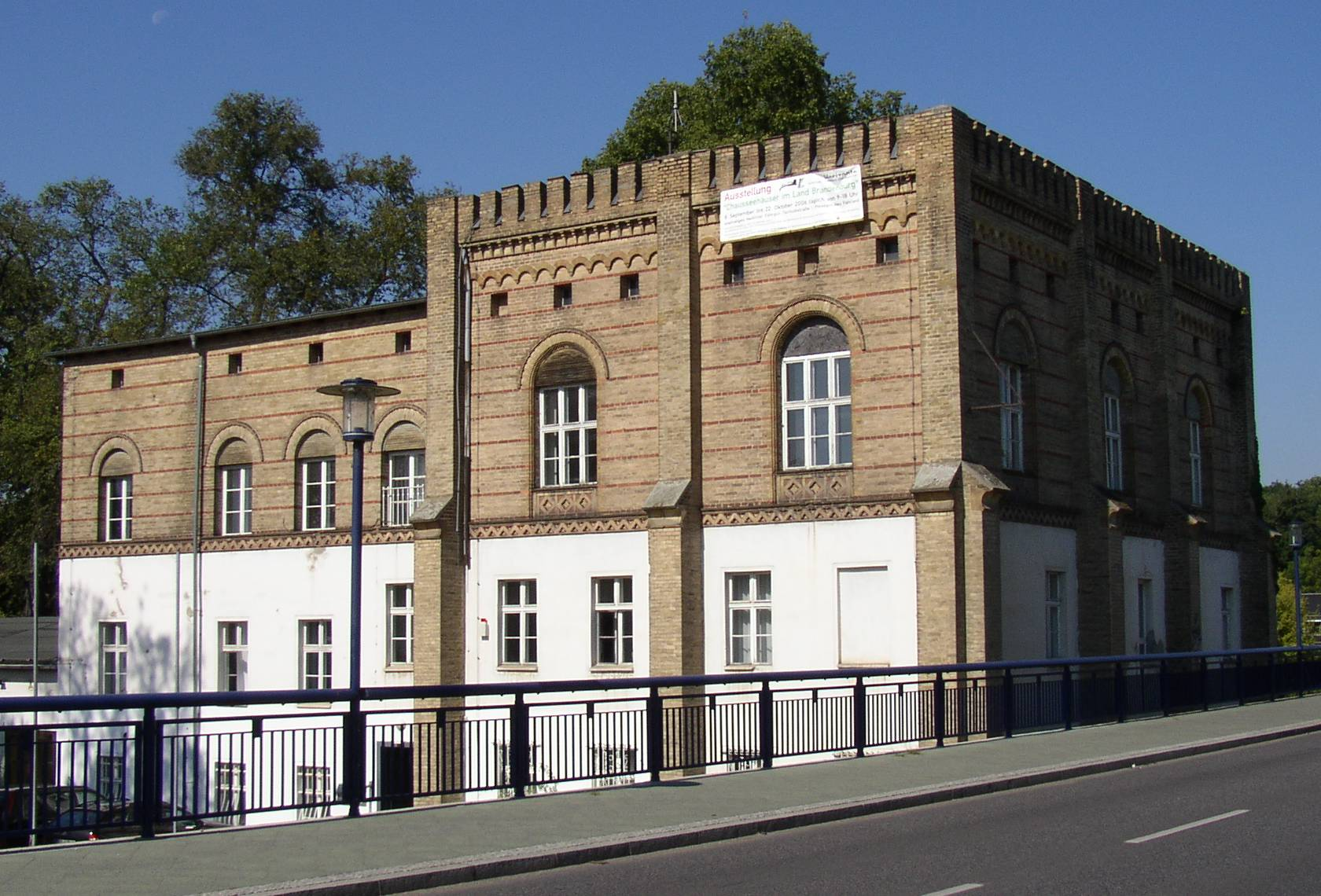
Nedlitzer Fährgut.

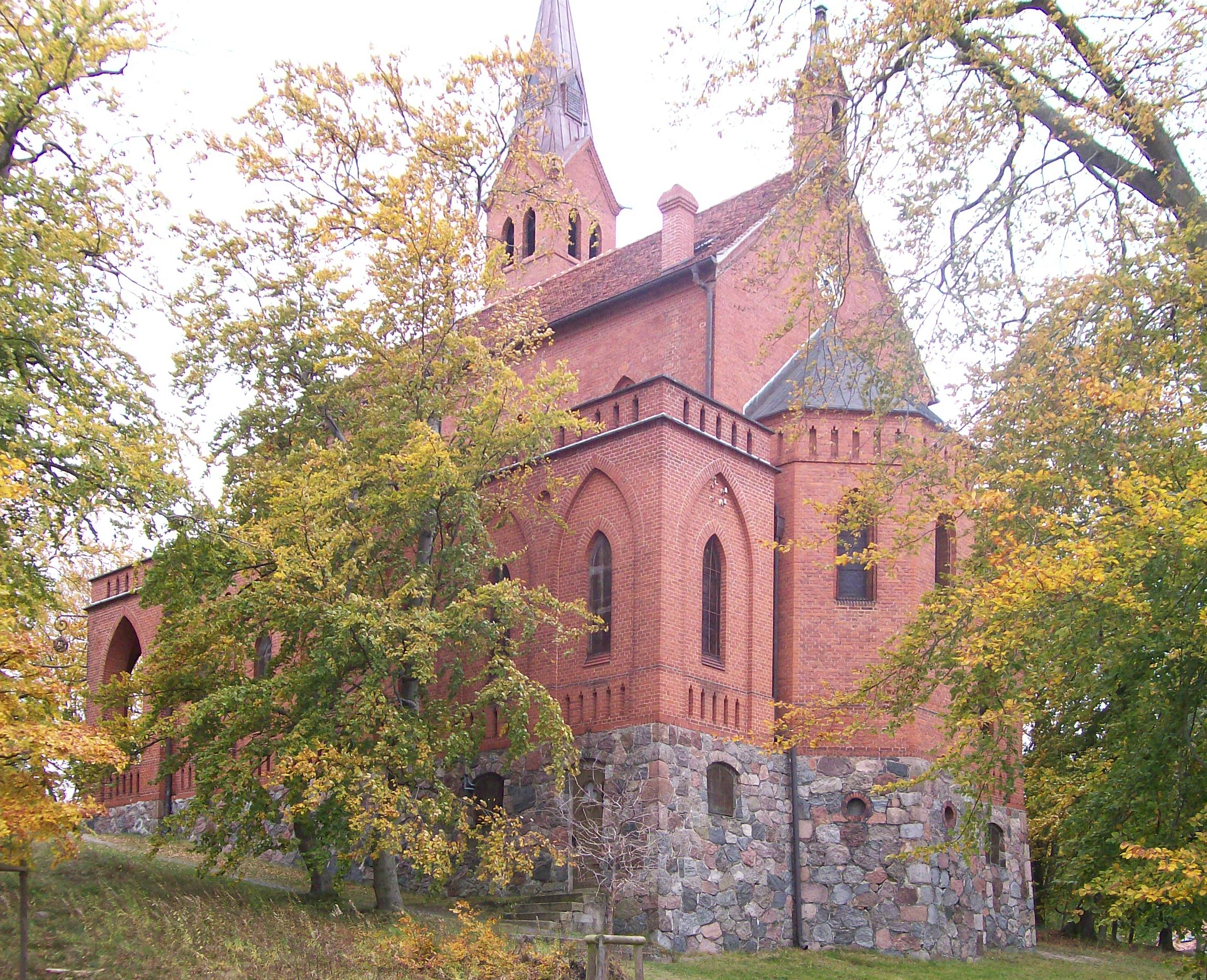
Iglesia en el bosque de Heringsdorf.

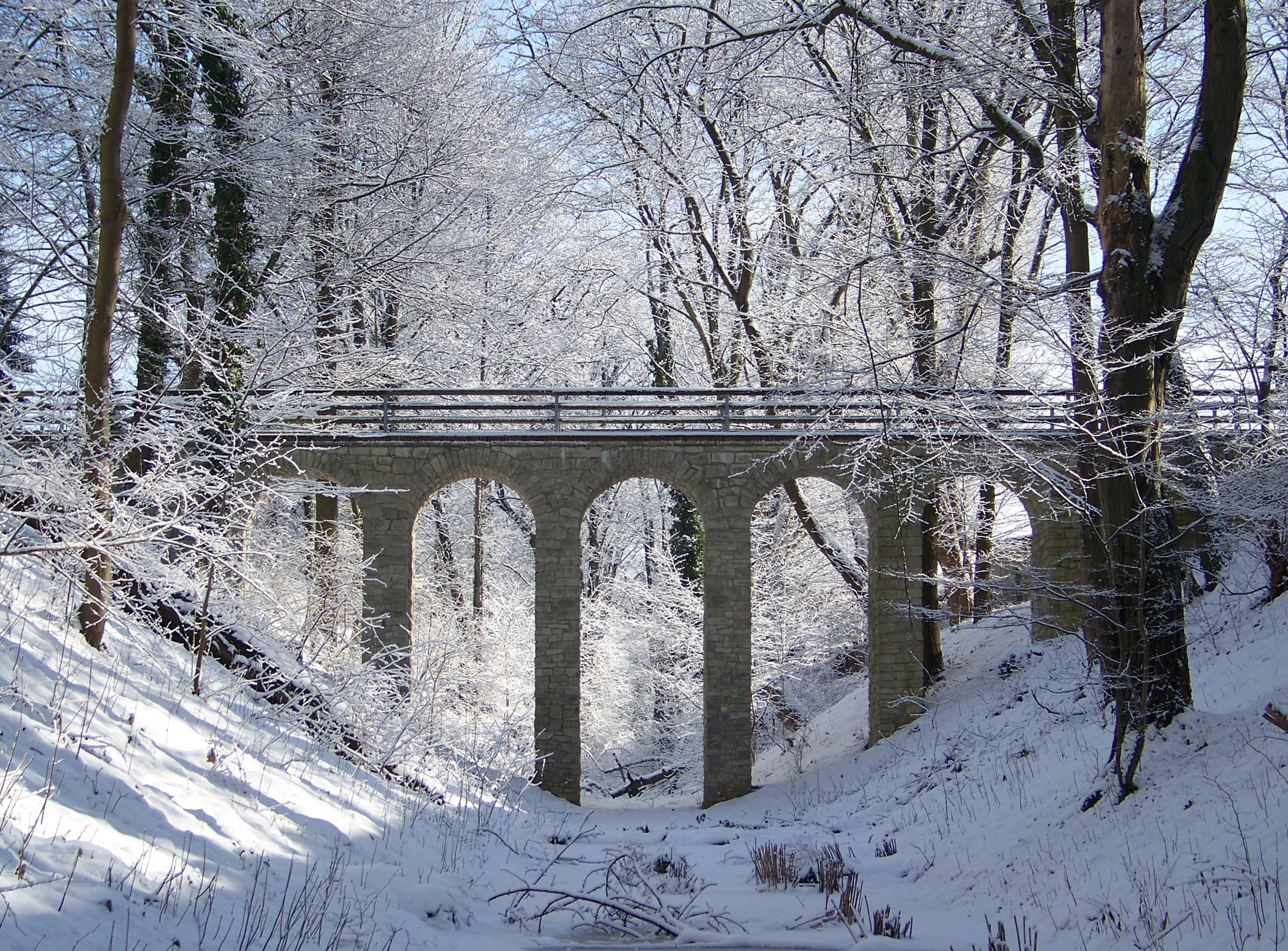
El Puente Tumba del Diablo (Teufelsgrabenbrücke) en Potsdam.

- 1833, Casa en el Parque de Sanssouci cerca de los Baños Romanos.
- 1834/35, Casa de viajeros y pescadores en Uetz (en Uetz-Paaren, cercanías de Potsdam).
- 1837/38, Granja Schierstedt en Gräben-Dahlen.
- 1838/39, Casa del jardinero y maquinaria, Puente del Diablo, Orangerie e invernadero en el parque de Glienicke (en Berlín-Wannsee).
- 1840, Stibadium en el parque de Glienicke (en Berlin-Wannsee).
- 1840/41, Establecimiento Entenfang en el parque Safari (en Geltow, Schwielowsee), así como la reconstrucción de las alas laterales del palacio de Sanssouci.
- 1840-42, Reconstrucción del Palacio de Glienicke (en Berlín-Wannsee).
- 1841, Casa Guardabosque del Príncipe en Moorlake (en Berlín-Wannsee); primeros planos de la Iglesia de la Paz (completada en 1844).
- 1841/42, Puerta del Ciervo en el parque de Glienicke; primer, segundo y tercer establecimiento del guardabosque en el parque Safari; planos de la cúpula de la Iglesia de San Nicolás (completada en 1850).
- 1841-43, Conversión de la Real Casa del Gabinete Civil (en Potsdam, Allee nach Sanssouci 6); Casa del jardinero jefe en Sello (ahora Villa Kache en Potsdam, Maulbeerallee 2); Casa para motores de vapor para Sanssouci (en Potsdam, Breite Str. 28); molinos de harina de vapor en la anterior Preußische Seehandlung (en Potsdam, Zeppelinstr. 136).
- 1841-44, Iglesia del Redentor y Banco Romano en Potsdam-Sacrow (Krampnitzer Str. 9); Fuentes y detalles arquitectónicos menores en el parque de Sanssouci; Atrio y Pérgola en el Jardín del Paraíso (completado en 1848); Avenida Mulberry, ahora parte de los Jardines Botánicos de la Universidad de Potsdam.
- 1842, Ala norte de la Galería Pictórica y conversión de las Nuevas Cámaras (cerca del Palacio Sanssouci); Planos de la Exedra en Ruinenberg (completado en 1843/44).
- 1842-44, Faisanería de Charlottenhof (en Potsdam, Geschwister-Scholl-Str. 36).
- 1842/43, Planos del Almacén Körner junto al Departamento de Provisiones (en Potsdam, Leipziger Str. 7/8); Puerta del Cazador en el parque de Glienicke (en Berlín-Wannsee).
- 1843, Casa del Marinero en Schweizerstil en el parque Glienicke (en Berlín-Wannsee); Planos pora la Villa Tieck (completada en 1845/46; en Potsdam, Schopenhauerstr. 24); Planos para la Casa Ahok (completada en 1845; en Potsdam, Weinbergstr. 9); Planos para la conversión de la Villa Illaire (anteriormente la caja del jardinero jefe Voss; completado en 1846).
- 1843/44, Casa Brandt (en Potsdam, Zeppelinstr. 189); Orangerie en el parque Fürst-Pückler en Bad Muskau; Viaducto en Potsdam-Bornstedt ("Puente Tumba del Diablo" sobre el Bornstedt Durchstich); Casa del Reverendo en Lehnin; Conversión y ampliación de la quesería en el Nuevo Jardín.
- 1843-45, Ampliación del Castillo de Babelsberg; Casa de motores y casa del guardiante en Potsdam-Babelsberg; Villa Tiedke (en Potsdam, Reiterweg 1); Villa Schöningen (en Potsdam, Berliner Str. 86).
- 1844, Planos para el Castillo de Lindstedt (completado en otro emplazamiento en Potsdam); Planos para la torre Norman en el Ruinenberg (completada en 1845 a las órdenes del arquitecto consejero jefe Ferdinand von Arnim); Planos para la Granja Nedlitzer (en Potsdam-Neu Fahrland, Tschudistr. 1); Granja de Economía Bornim (solo se conserva la torre; en Potsdam, Avenida Max-Eyth); Casa del Maestro Carpintero Rietz (en Potsdam-Bornstedt, Ribbeckstr. 22); Planos para la iglesia en Saarmund (completada en 1846-48).
- 1844/45, Conversión del Palco de Minerva (en Potsdam, Kiezstr. 10).
- 1845, Corral en el parque Glienicke (en Berlín-Wannsee); Planos de la iglesia en Heringsdorf (ejecutada en 1846-48).

### Desaparecidas
- 1835-39, Villa Jacobs.
- 1837, Villa Persius; Barns (Schweizerhaus) en el molino histórico en el parque de Sanssouci.
- 1842, Pasarela sobre el Canal de la Ciudad de Potsdam.
- 1842/43, Molinos de vapor de Kneib; silo de azúcar de Jacobs.
- 1844, Planos para el Puente Septentrional de Nedlitz (completado 1853/54, demolido 2001 a pesar de su estatus protegido); Pub "To Doktor Faust" en Potsdam-Sacrow.